# I Know This Much Is True
I Know This Much Is True is een Amerikaanse miniserie onder regie van Derek Cianfrance. De reeks, die gebaseerd werd op de gelijknamige roman van auteur Wally Lamb, ging in mei 2020 in première op HBO. Mark Ruffalo vertolkt de twee hoofdpersonages, de tweeling Dominick en Thomas Birdsey.

## Verhaal
Dominick Birdsey heeft een tweelingbroer, Thomas, die aan paranoïde schizofrenie lijdt. Wanneer Thomas na een incident in een penitentiair psychiatrisch centrum belandt, doet zijn broer er alles aan om hem uit het centrum te halen. Tussendoor blikt Dominick ook terug op zijn sombere familiegeschiedenis, zijn huwelijk met zijn ex-vrouw Dessa en de plotse dood van zijn dochtertje.

## Rolverdeling
| Acteur / actrice  | Personage               |
| ----------------- | ----------------------- |
| Mark Ruffalo      | Dominick Birdsey        |
| Mark Ruffalo      | Thomas Birdsey          |
| Melissa Leo       | Ma                      |
| John Procaccino   | Ray Birdsey             |
| Rob Huebel        | Leo                     |
| Michael Greyeyes  | Ralph Drinkwater        |
| Gabe Fazio        | Shawn Tudesco           |
| Juliette Lewis    | Nedra Frank             |
| Kathryn Hahn      | Dessa Constantine       |
| Rosie O'Donnell   | Lisa Sheffer            |
| Imogen Poots      | Joy Hanks               |
| Archie Panjabi    | Dr. Patel               |
| Aisling Franciosi | Jonge Dessa Constantine |
| Simone Coppo      | Vincenzo Tempesta       |
| Marcello Fonte    | Domenico Tempesta       |
| Bethany Kay       | Miss Haas               |

## Productie

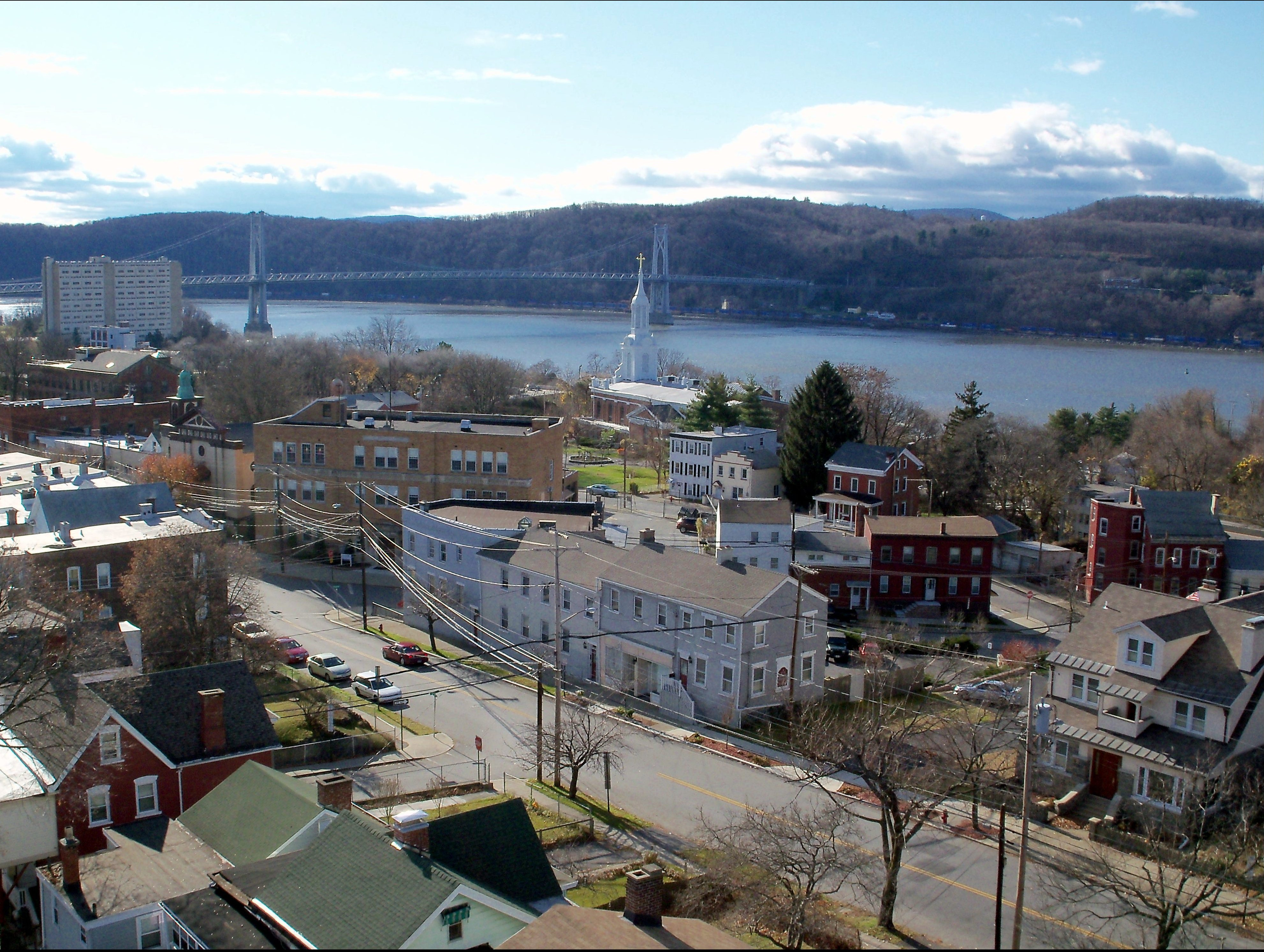
Poughkeepsie werd als opnamelocatie gebruikt voor de serie.

In 1998 bracht auteur Wally Lamb de lijvige roman  I Know This Much Is True uit. De rechten op het boek werden nadien verkocht aan 20th Century Fox. Onder meer acteur Matt Damon, scenarist Richard Friedenberg en regisseurs Jonathan Demme en Jim Sheridan werden begin jaren 2000 aan een verfilming van de roman gelinkt. In 2004 werd regisseuse en scenariste Gina Prince-Bythewood in dienst genomen om het boek te verfilmen. Prince-Bythewood bleef tot midden jaren 2010 aan het project verbonden. Tot een verfilming kwam het uiteindelijk niet, waardoor de rechten op het boek opnieuw bij  Lamb terechtkwamen.
In oktober 2017 raakte bekend dat het boek door HBO, in samenwerking met acteur Mark Ruffalo en regisseur Derek Cianfrance, tot een miniserie zou omgevormd worden.
Ruffalo werd gecast als de tweelingbroers Dominick en Thomas Birdsey en werd daarnaast ook uitvoerend producent van het project. Omdat een van de tweelingbroers aan een psychische aandoening lijdt en medicijnen neemt die voor gewichtstoename zorgen, besloot de acteur voor zijn rol te verdikken. Ruffalo nam eerst de scènes op waarin hij het personage Dominic vertolkte. Nadien nam hij vijf weken de tijd om zo'n 15 kg aan te komen, waarna hij de scènes met het personage Thomas opnam.
De opnames gingen in april 2019 van start. Er werd gefilmd in onder meer Dutchess en Ulster County (New York). In april 2019 raakte bekend dat naast Ruffalo ook Melissa Leo, Rosie O'Donnell, Archie Panjabi, Imogen Poots, Juliette Lewis en Kathryn Hahn deel uitmaakten van de cast. De opnames liepen vertraging op door een brand op de set. De serie speelt zich af in het fictieve Three Rivers (Connecticut). De meeste scènes die zich op deze locatie afspelen, werden opgenomen in Poughkeepsie (New York).
De serie ging op 10 mei 2020 in première op HBO.

## Afleveringen
| Afl. | Titel       | Regie            | Scenario                       | Première     |
| ---- | ----------- | ---------------- | ------------------------------ | ------------ |
| 1    | "Episode 1" | Derek Cianfrance | Derek Cianfrance               | 10 mei 2020  |
| 2    | "Episode 2" | Derek Cianfrance | Derek Cianfrance               | 17 mei 2020  |
| 3    | "Episode 3" | Derek Cianfrance | Derek Cianfrance               | 24 mei 2020  |
| 4    | "Episode 4" | Derek Cianfrance | Derek Cianfrance               | 31 mei 2020  |
| 5    | "Episode 5" | Derek Cianfrance | Derek Cianfrance, Anya Epstein | 7 juni 2020  |
| 6    | "Episode 6" | Derek Cianfrance | Derek Cianfrance, Anya Epstein | 14 juni 2020 |